# Manuel Torrente
Manuel Torrente (Rosario, 7 de junio de 1908-Isla de São Vicente, 4 de septiembre de 1948) fue un abogado y esgrimista argentino.

## Biografía
Abogado de profesión, tuvo su propio bufete de abogados. También fue secretario de Gobierno de la Municipalidad de Rosario, concejal y legislador provincial por el Departamento Rosario.

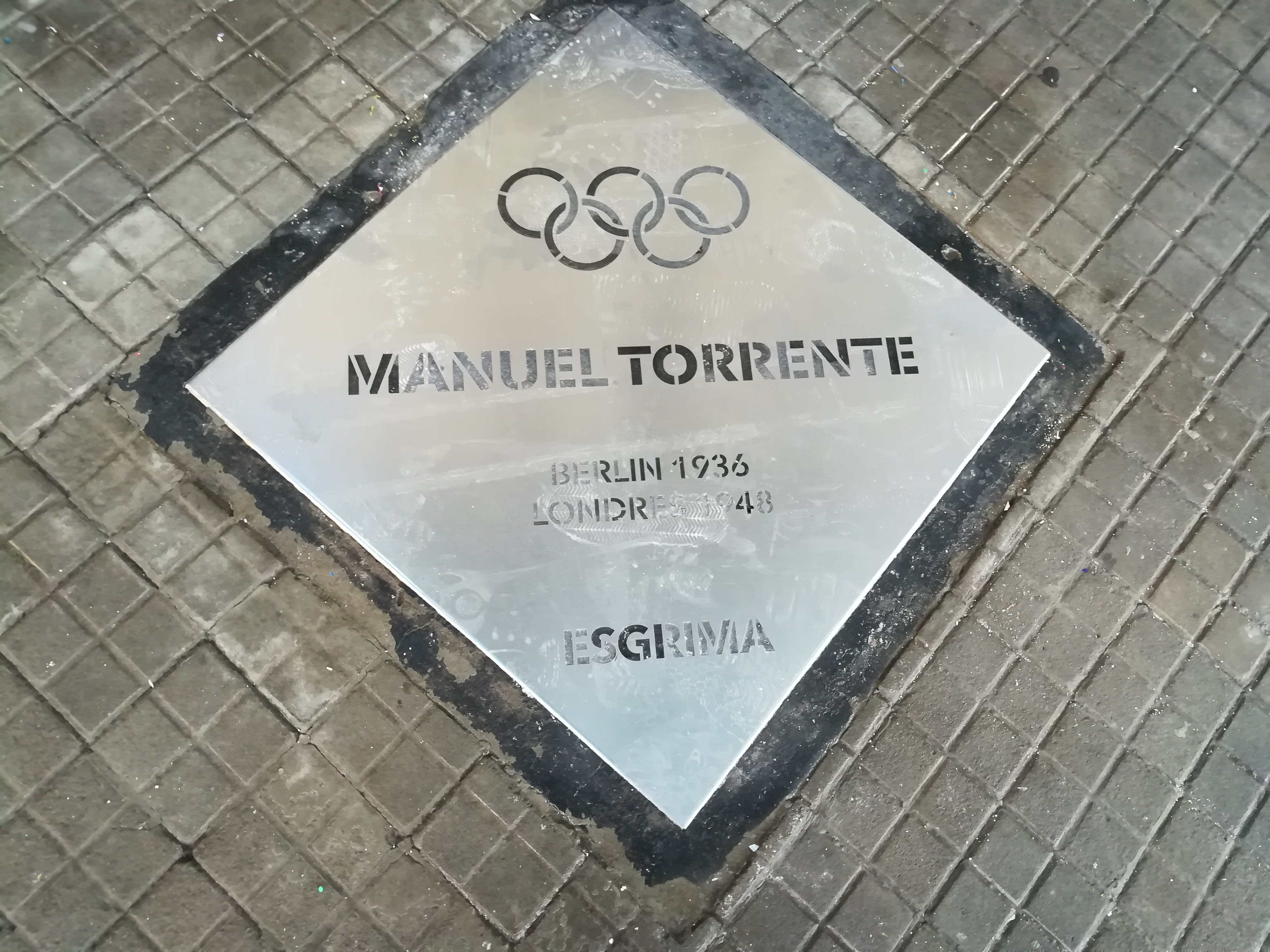
Placa homenaje a Torrente en el Paseo de los Olímpicos de Rosario.

En 1925 fue campeón nacional de florete por equipos de segunda categoría junto con José Rienzi, F. Sapene e Isaías Abramoff.
En los Juegos Olímpicos de Berlín 1936, integró un equipo junto a Roberto Larraz, Héctor Lucchetti, Ángel Gorordo Palacios, Luis Lucchetti y Rodolfo Valenzuela, que alcanzó el séptimo lugar en la prueba de florete por equipos.
Fue campeón argentino de esgrima entre 1944 y 1946, hasta que Fulvio Galimi le arrebató el título.
En los Juegos Olímpicos de Londres 1948, fue capitán del equipo argentino de florete, junto con José María Rodríguez, Fulvio Galimi y Félix Domingo Galimi. Alcanzaron el quinto lugar en la prueba de florete por equipos, recibiendo un diploma olímpico. También compitió en la prueba de florete individual.
Tras estos últimos juegos, en el trayecto de regreso a la Argentina a bordo del trasatlántico Brasil, se descompone y es operado de urgencia de peritonitis a principios del mes de septiembre. Debido al empeoramiento de su salud, se solicitó un avión ambulancia desde Buenos Aires para desembarcar en Cabo Verde, desviando el barco a la isla de São Vicente. El día 3 de septiembre él se quedó en la isla junto con su esposa, mientras que su hijo de 10 años permaneció en el barco. Al día siguiente se informó su fallecimiento por septicemia.
En homenaje, se colocó una placa de reconocimiento en el Paseo de los Olímpicos de Rosario, inaugurado en 2015.